# پایا (صربستان)
پایا (به صربی: Palja) یک منطقهٔ مسکونی در صربستان است که در سوردولیکا واقع شده‌است. پایا ۱۸ نفر جمعیت دارد.